# RTL8B
RTL8B (англ. Retrotransposon Gag like 8B) – білок, який кодується однойменним геном, розташованим у людей на довгому плечі X-хромосоми. Довжина поліпептидного ланцюга білка становить 113 амінокислот, а молекулярна маса — 13 246.
| 10         |  | 20         |  | 30         |  | 40         |  | 50         |
| ---------- |  | ---------- |  | ---------- |  | ---------- |  | ---------- |
| MEGRVQLMKA |  | LLARPLRPAA |  | RRWRNPIPFP |  | ETFDGDTDRL |  | PEFIVQTSSY |
| MFVDENTFSN |  | DALKVTFLIT |  | RLTGPALQWV |  | IPYIKKESPL |  | LSDYRGFLAE |
| MKRVFGWEED |  | EDF        |  |            |  |            |  |            |

A: Аланін

D: Аспарагінова кислота

E: Глутамінова кислота

F: Фенілаланін

G: Гліцин

I: Ізолейцин

K: Лізин

L: Лейцин

M: Метіонін

N: Аспарагін

P: Пролін

Q: Глутамін

R: Аргінін

S: Серин

T: Треонін

V: Валін

W: Триптофан